# 速球型投手
速球型投手（英語：Power pitcher），又稱威力型投手、剛速派投手、力量派投手、火球人（fireballer），指棒球運動中利用自己速球系球路來壓制打者的投手，這種投手的球速飛快，速球派的投手，在各國職棒都有自己的定義，沒有統一的標準，在美國職棒大聯盟多半是指最高球速在158km/h（約98MPH）或以上，而實戰均速亦有153km/h（約95MPH）以上的投手；在日本職棒與中華職棒則是最高球速達150km/h（約93MPH）以上，實戰均速145km/h（約90MPH）以上的投手視為速球派投手。

## 球技特性
這種投手多半是可以將自身力量有效利用之投手，而在刻版印象上常是身材高大壯碩的投手，如曾遊走美、日職棒的伊良部秀輝，已引退的羅傑·克萊門斯（Roger Clemens）、賈許·貝基特（Josh Beckett），亦有如蒂姆·林斯肯（Tim Lincecum）、藍迪·強森（Randy Johnson）這種身材單薄的投手，但和同樣也能自在掌握速球的本格派投手不同之處是本格派投手通常會三～四種變化球、且能活用二～三種變化球搭配快速球，但速球型投手多半只會二～三種變化球，而且所練之變化球路通常不足以當作決勝武器，只能當作配球使用，故速球型投手在某些情況常用速球與打者硬拚，也就是與打者硬碰硬，使打者不是被冷凍三振就是揮空棒，但相對因為這種球路特性，打者擊中球後，除非是球質渾重的投手（伸卡球投手），不然因其球路的特性而較容易產生飛球，所以球路品質不佳時容易被擊出全壘打。

## 知名投手

### 現役
（页面存档备份，存于）千賀滉大：在日職催出164公里
- 阿羅魯迪斯·查普曼（Aroldis Chapman）：現效力於美國職棒大聯盟波士頓紅襪的古巴籍投手。在2010年投出105.8mph（170.3km/h）快速球，為目前大聯盟最快球速(Fastball)的紀錄(也是金氏世界紀錄)。
- 約翰·杜蘭（英语：Jhoan Durán (baseball)）（Jhoan Durán）：現效力於美國職棒大聯盟明尼蘇達雙城，2023年飆出104.6英哩（約168.3公里）速球。[1]
- 杭特·格林（Hunter Greene）：現效力於美國職棒大聯盟辛辛那提紅人，2023年飆出105英里（約168公里）速球。[2]
- 保羅·史金恩茲（Paul Skenes）：現效力於美國職棒大聯盟匹茲堡海盜，直球均速約在99MPH（約159公里），最快球球可以達到 102MPH（約164公里），他在2023以選秀狀元身份被選中，並在隔年2024年5月11日便登上大聯盟迎來初登板。[3]
- 賈寇伯·迪格隆（Jacob deGrom）：現效力於美國職棒大聯盟德州遊騎兵，直球均速約在99MPH（約159公里），最快球球可以達到 102MPH（約164公里）。
- 大谷翔平：現效力於美國職棒大聯盟洛杉磯道奇，曾在高中時的地區預賽投出160km/h的球速。於2016年10月16日季後賽對福岡軟銀鷹的比賽在札幌巨蛋主場9局上半投出了165km/h的快速球，這也是當前日職投手的最快球速紀錄。
- 佐佐木朗希：外號令和怪物，現效力於美國職棒大聯盟洛杉磯道奇，於2023年投出個人極速165km/h，追平了大谷翔平所保持的日職投手最快球速紀錄。
- 藤浪晉太郎：現效力於美國職棒西雅圖水手，其最快球速曾達165km/h為日籍投手在美職最速
- 徐若熙：現效力於中華職棒味全龍，僅20歲年紀最快球速已達157km/h。
- 古林睿煬：現效力於日本職棒北海道火腿鬥士，僅20歲年紀最快球速已達157km/h。
- 劉致榮：現效力於美國職棒波士頓紅襪小聯盟體系，最快球速可達160km/h。
- 曾峻岳：現效力於中華職棒富邦悍將，在2024年4月19日投出158km/h速球，打破中華職棒本土投手最快球速紀錄。
- 富藍戈：現效力於中華職棒富邦悍將的委內瑞拉籍投手，曾在2022年10月25日投出161km/h速球，打破中華職棒投手球速紀錄。

### 退役
- 黑田博樹：前美國職棒大聯盟紐約洋基先發投手
- 伊良部秀輝：前日本職棒千葉羅德海洋王牌投手、阪神虎先發投手，曾效力多支美國職棒大聯盟球隊。
- 松坂大輔：前美國職棒大聯盟紐約大都會先發投手，2021年10月從西武獅退役。
- 郭泰源：前日本職棒西武獅先發投手，前中華職棒誠泰COBRAS（米迪亞暴龍前身，已解散) 、前統一獅總教練，2007年世界盃棒球賽、亞洲棒球錦標賽、 2015年世界棒球12強賽、2017年世界棒球經典賽中華成棒隊總教練
- 曹錦輝：前美國職棒大聯盟國家聯盟科羅拉多落磯隊、洛杉磯道奇隊、美國聯盟堪薩斯市皇家隊投手，前中華職棒兄弟象隊投手，因捲入2009年中華職棒假球事件而被迫結束球員生涯。
- 藍迪·強森：前美國職棒大聯盟投手，曾效力於蒙特婁博覽會（今華盛頓國民）、休士頓太空人、舊金山巨人、西雅圖水手、紐約洋基，時常飆破100mph（約161km/h）。
- 賈許·貝基特：2003年世界大賽冠軍－佛羅里達馬林魚隊封王戰勝利投手，2014年10月退休。
- 林岳平：前中華職棒統一獅隊終結者，曾飆出156 km/h，為當時本土投手最快球速記錄，2018年退役轉任教練。
- 林恩宇：前日本職棒太平洋聯盟東北樂天金鷹投手，前中華職棒兄弟象隊投手，在誠泰Cobras隊時曾飆出151km/h。
- 郭泓志：前美國職棒大聯盟洛杉磯道奇投手、中華職棒統一獅、富邦悍將隊投手，2018年退役，之後經營健身館。球員時期最快球速曾達99 mph（159 km/h）。
- 羅嘉仁：前中華職棒義大犀牛、富邦悍將及味全龍隊投手，於2008年第十屆梅花旗曾飆出156km/h，2011年旅美時投出160km/h快速球，在中華職棒時期於2015年飆出157Km/h，打破當時中華職棒本土投手紀錄。2021年起轉任味全龍二軍復健助理教練。